# Svinekød med æbler

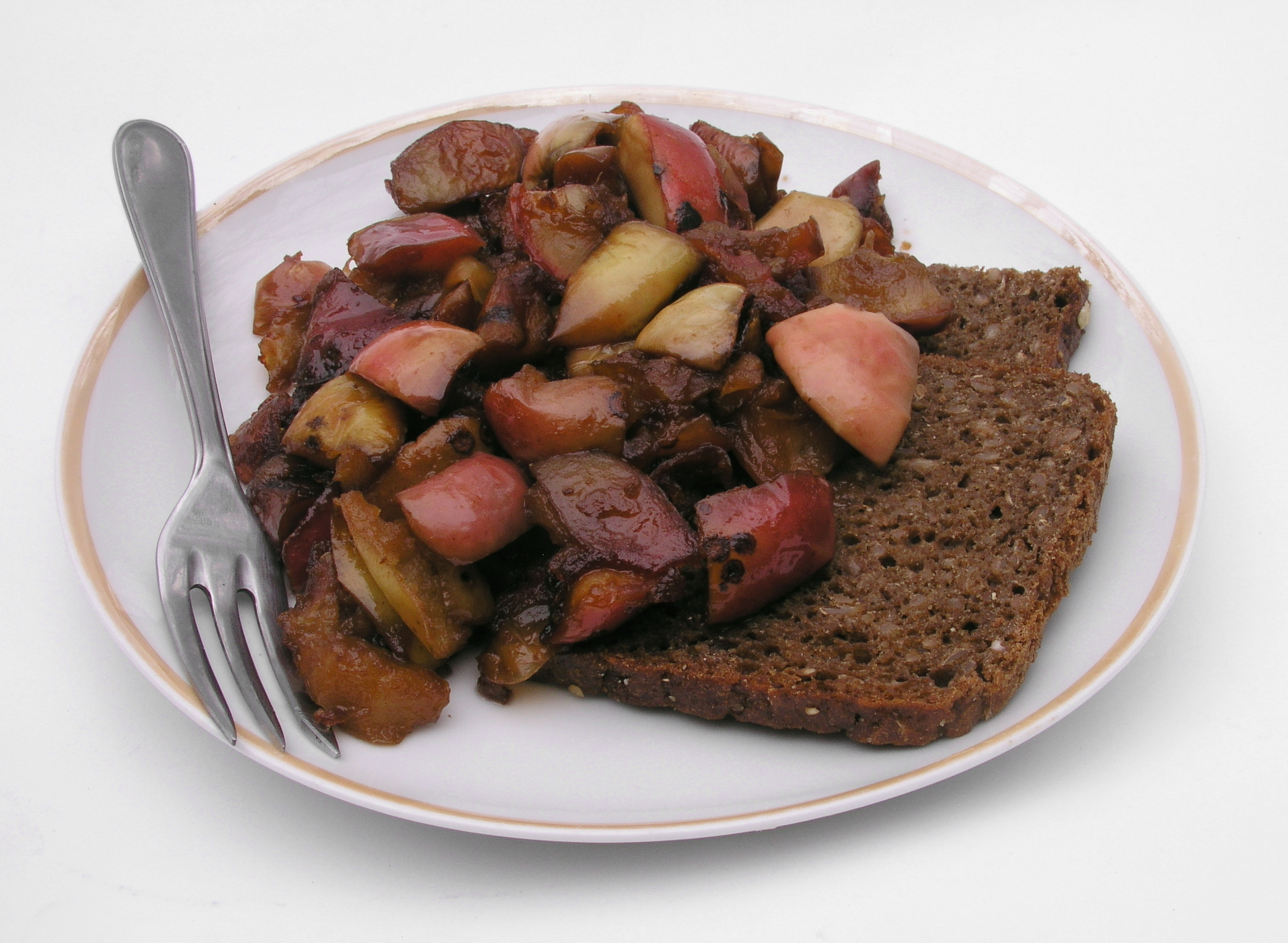
Æbleflæsk sobre pão rugbrød.

Svinekød med æbler  (significando carne de porco com maçãs, em dinamarquês) ou æbleflæsk (significando toucinho com maçãs, em dinamarquês) é um prato típico da culinária da Dinamarca.
Tal como o nome sugere, é preparado com maçãs de casca vermelha e carne de porco, mais concretamente com tiras de toucinho fumado. A carne é frita, sendo em seguida também fritas as maçãs cortadas em gomos, com a casca. Antes de servir, as maçãs podem ser polvilhadas com açúcar.
Sendo considerado um prato antigo, pode ser acompanhado por cebola frita e usado como complemento de smørrebrød, existindo inúmeras formas de o preparar.
Pode ser consumido quente ou frio, com pão rugbrød, devendo apresentar mais maçã que carne, de acordo com a tradição. 